# Sphex bilobatus
Sphex bilobatus är en biart som beskrevs av Franz Friedrich Kohl 1895.
Sphex bilobatus ingår i släktet Sphex och familjen grävsteklar. Inga underarter finns listade i Catalogue of Life.